# Capo San Vito
Capo San Vito is een kaap aan de noordwestkust van het Italiaanse Sicilië. De kaap ligt op het grondgebied van de gemeente San Vito Lo Capo, in de provincie Trapani. 
Capo San Vito vormt de grens tussen de Golf van Castellammare in het oosten en de Golf van Macari in het zuidwesten. De kaap ligt bij de stad San Vito Lo Capo en het natuurreservaat Zingaro. Op de punt van de kaap staat een oude vuurtoren van de Italiaanse marine uit 1859.